# Systenoplacis microguttatus
Systenoplacis microguttatus là một loài nhện trong họ Zodariidae.
Loài này thuộc chi Systenoplacis. Systenoplacis microguttatus được Rudy Jocqué miêu tả năm 2009.